# Championnat de France de basket-ball 2018-2019
Navigation
2017-2018 2019-2020
| \| Antibes Boulazac Bourg Chalon Châlons Cholet Dijon Fos-sur-Mer Gravelines Le Mans Le Portel Levallois Limoges Monaco Nanterre Pau Strasbourg Villeurbanne \| Localisation des clubs engagés. |
| Antibes Boulazac Bourg Chalon Châlons Cholet Dijon Fos-sur-Mer Gravelines Le Mans Le Portel Levallois Limoges Monaco Nanterre Pau Strasbourg Villeurbanne                                       |

La saison 2018-2019 de Pro A est la quatre-vingt-dix-septième édition du championnat de France masculin de basket-ball, la trente-deuxième depuis la création de la LNB et la première entière sous l'appellation « Jeep Élite ».

## Formule de la compétition
Dix-huit équipes s'affrontent sous forme de matches aller-retour lors de la saison régulière, de septembre 2018 à mai 2019. Chaque équipe dispute en conséquence trente-quatre matches, dont dix-sept à domicile et dix-sept à l'extérieur. Un classement est établi après chaque journée, se basant sur le ratio entre le nombre de victoires et le nombre de matches joués.
Au terme de la phase aller, les équipes classées de la première à la huitième place sont qualifiées pour la Leaders Cup. Cette compétition à élimination directe se déroule durant le mois de février 2019, à Disneyland Paris.
À l'issue de la saison régulière, les huit premières équipes sont qualifiées pour les playoffs. Cette compétition comprend successivement des quarts de finale au meilleur des trois manches, puis des demi-finales et une finale au meilleur des cinq manches. Le vainqueur des playoffs est désigné champion de France.

## Clubs participants

### Clubs engagés
Les seize premiers de la saison 2017-2018 de Pro A, le premier de la saison régulière ainsi que le vainqueur des playoffs d'accession du championnat de France de Pro B 2017-2018 sont engagés dans la compétition.
L'intersaison est très mouvementée en ce qui concerne les clubs promus et relégués. Tout d'abord, à la suite de graves difficultés financières, les droits sportifs du Hyères Toulon Var Basket sont cédés au Paris Basketball. De ce fait, le club Hyères Toulon Var Basket se retrouve en NM3 pour la saison 2018-2019. Quant au club Paris Basketball, celui-ci intègre la Pro B. L'ADA Blois, pourtant sacrée championne de la saison 2017-2018 de Pro B et donc directement promue en Jeep Élite se voit refuser l'accession à l'échelon supérieur, faute de structures de formation agréées,,. Cela permet à Boulazac Basket Dordogne de se maintenir en Jeep Élite, alors relégable en fin de saison 2017-2018.
| Club                                   | Dernière montée | Classement 2017-2018 | Entraîneur                     | Depuis | Salle                                                                        | Capacité théorique | Saisons en Pro A |
| -------------------------------------- | --------------- | -------------------- | ------------------------------ | ------ | ---------------------------------------------------------------------------- | ------------------ | ---------------- |
| Association sportive de Monaco         | 2015            | 1er                  | Sašo Filipovski Saša Obradović | 2019   | Salle Gaston Médecin (Monaco)                                                | 3 000              | 21               |
| SIG Strasbourg                         | 1999            | 2e                   | Vincent Collet                 | 2016   | Rhénus Sport (Strasbourg)                                                    | 6 200              | 50               |
| Le Mans Sarthe Basket                  | 1990            | 3e                   | Éric Bartecheky                | 2017   | Antarès (Le Mans)                                                            | 6 023              | 54               |
| Limoges CSP                            | 2012            | 4e                   | Kyle Milling François Peronnet | 2018   | Palais des sports de Beaublanc (Limoges)                                     | 5 516              | 34               |
| JDA Dijon                              | 2011            | 5e                   | Laurent Legname                | 2015   | Palais des Sports Jean-Michel-Geoffroy (Dijon)                               | 4 628              | 30               |
| ASVEL Lyon-Villeurbanne                | 1948            | 6e                   | Zvezdan Mitrović               | 2018   | Astroballe (Villeurbanne)                                                    | 5 643              | 70               |
| Nanterre 92                            | 2011            | 7e                   | Pascal Donnadieu               | 1987   | Palais des sports Maurice-Thorez (Nanterre)                                  | 3 000              | 8                |
| Élan béarnais Pau-Lacq-Orthez          | 2013            | 8e                   | Laurent Vila                   | 2017   | Palais des sports de Pau (Pau)                                               | 7 800              | 42               |
| JL Bourg                               | 2017            | 9e                   | Savo Vučević                   | 2016   | Ekinox (Bourg-en-Bresse)                                                     | 3 548              | 9                |
| Levallois Metropolitans                | 2009            | 10e                  | Frédéric Fauthoux              | 2016   | Palais des sports Marcel-Cerdan (Levallois-Perret)                           | 4 016 3 000        | 51               |
| ES Saint-Michel Le Portel Côte d'Opale | 2016            | 11e                  | Éric Girard                    | 2012   | Le Chaudron (Le Portel)                                                      | 3 500              | 2                |
| Élan sportif chalonnais                | 1996            | 12e                  | Jean-Denys Choulet             | 2013   | Le Colisée (Chalon-sur-Saône)                                                | 4 540              | 23               |
| BCM Gravelines Dunkerque               | 1988            | 13e                  | Julien Mahé                    | 2017   | Sportica (Gravelines)                                                        | 3 043              | 31               |
| Champagne Châlons Reims Basket         | 2014            | 14e                  | Cédric Heitz                   | 2017   | Complexe René-Tys (Reims) Palais des sports Coubertin (Châlons-en-Champagne) | 2 781 2 791        | 5                |
| Cholet Basket                          | 1987            | 15e                  | Régis Boissié Erman Kunter     | 2018   | La Meilleraie (Cholet)                                                       | 5 191              | 32               |
| Olympique d'Antibes                    | 2015            | 16e                  | Julien Espinosa Nikola Antić   | 2019   | Azur Arena Antibes (Antibes)                                                 | 5 249              | 44               |
| Boulazac Basket Dordogne               | 2017            | 17e                  | Thomas Andrieux                | 2018   | Le Palio (Boulazac Isle Manoire)                                             | 5 200              | 3                |
| Fos Provence Basket                    | 2018            | 4e (Pro B)           | Rémi Giuitta                   | 2017   | Halle des Sports Parsemain (Fos-sur-Mer)                                     | 1 500              | 1                |

Légende des couleurs
- Champion en titre
- Vice-champion en titre
- Promu de Pro B 2017-2018

### Budgets
Le 3 octobre 2018, la LNB communique les budgets et masses salariales des dix-huit équipes.
| Club                                   | Budget      | Masse salariale |
| -------------------------------------- | ----------- | --------------- |
| AS Monaco                              | 8 089 000 € | 2 995 000 €     |
| SIG Strasbourg                         | 7 705 000 € | 2 494 000 €     |
| Le Mans Sarthe Basket                  | 6 589 000 € | 2 010 000 €     |
| Limoges CSP                            | 7 029 000 € | 2 189 000 €     |
| JDA Dijon                              | 4 488 000 € | 1 300 000 €     |
| ASVEL Lyon-Villeurbanne                | 9 158 000 € | 2 949 000 €     |
| Nanterre 92                            | 4 877 000 € | 1 617 000 €     |
| Élan béarnais Pau-Lacq-Orthez          | 5 161 000 € | 1 353 000 €     |
| JL Bourg                               | 5 123 000 € | 1 547 000 €     |
| Levallois Metropolitans                | 5 125 000 € | 1 641 000 €     |
| ES Saint-Michel Le Portel Côte d'Opale | 3 546 000 € | 1 219 000 €     |
| Élan sportif chalonnais                | 5 163 000 € | 1 538 500 €     |
| BCM Gravelines Dunkerque               | 5 837 000 € | 1 833 000 €     |
| Champagne Châlons Reims Basket         | 4 129 000 € | 1 395 000 €     |
| Cholet Basket                          | 4 111 000 € | 1 184 500 €     |
| Olympique d'Antibes                    | 3 410 000 € | 1 017 000 €     |
| Boulazac Basket Dordogne               | 3 483 000 € | 1 267 000 €     |
| Fos Provence Basket                    | 3 179 000 € | 1 105 500 €     |
| Moyenne                                | 5 342 000 € | 1 704 000 €     |

## Saison régulière

### Classement
| Rang | Équipe               | %  | J  | G  | P  | Pp   | Pc   | GA   |
| ---- | -------------------- | -- | -- | -- | -- | ---- | ---- | ---- |
| 1    | Lyon-Villeurbanne    | 79 | 34 | 27 | 7  | 2859 | 2602 | 257  |
| 2    | Monaco F L           | 71 | 34 | 24 | 10 | 2834 | 2586 | 248  |
| 3    | Dijon                | 68 | 34 | 23 | 11 | 2761 | 2546 | 215  |
| 4    | Nanterre 92          | 68 | 34 | 23 | 11 | 2870 | 2684 | 186  |
| 5    | Pau-Lacq-Orthez      | 62 | 34 | 21 | 13 | 2692 | 2614 | 78   |
| 6    | Strasbourg C         | 59 | 34 | 20 | 14 | 2765 | 2709 | 56   |
| 7    | Limoges              | 59 | 34 | 20 | 14 | 2865 | 2778 | 87   |
| 8    | Le Mans T            | 59 | 34 | 20 | 14 | 2782 | 2637 | 145  |
| 9    | JL Bourg             | 56 | 34 | 19 | 15 | 2793 | 2778 | 15   |
| 10   | Boulazac             | 50 | 34 | 17 | 17 | 2708 | 2700 | 8    |
| 11   | Gravelines-Dunkerque | 47 | 34 | 16 | 18 | 2775 | 2815 | -40  |
| 12   | Levallois            | 41 | 34 | 14 | 20 | 2692 | 2759 | -67  |
| 13   | Châlons-Reims        | 38 | 34 | 13 | 21 | 2814 | 2931 | -117 |
| 14   | Chalon-sur-Saône     | 35 | 34 | 12 | 22 | 2902 | 2869 | 33   |
| 15   | Cholet               | 32 | 34 | 11 | 23 | 2669 | 2882 | -213 |
| 16   | Le Portel            | 29 | 34 | 10 | 24 | 2647 | 2889 | -242 |
| 17   | Fos-sur-Mer P        | 26 | 34 | 9  | 25 | 2591 | 2913 | -322 |
| 18   | Antibes              | 21 | 34 | 7  | 27 | 2521 | 2848 | -327 |

| Légende :                                     |
| - Qualification pour les playoffs             |
| - Relégation en Pro B                         |
| T : Tenant du titre                           |
| F : Finaliste de Pro A 2017-2018              |
| P : Promu de Pro B 2017-2018                  |
| C : Vainqueur de la Coupe de France 2017-2018 |
| L : Vainqueur de la Leaders Cup 2018          |
| 0                                             |

### Matches
| Résultats (dom.\ext.)                                              | ANT    | BOU   | CHA     | CHO    | CHR    | DIJ   | GRA     | JLB    | LEM   | LEP    | LEV    | LIM    | LYO   | MON    | NAN    | PAU   | PRO    | STR    |
| Antibes                                                            |        | 79-91 | 63-100  | 72-69  | 78-86  | 71-84 | 66-78   | 76-71  | 78-92 | 78-63  | 62-67  | 85-92  | 72-87 | 60-83  | 70-86  | 83-73 | 72-76  | 81-86  |
| Boulazac                                                           | 85-84  |       | 80-75   | 117-92 | 98-86  | 73-84 | 72-65   | 86-82  | 69-74 | 82-57  | 72-75  | 70-96  | 73-78 | 77-61  | 83-78  | 90-77 | 81-52  | 62-79  |
| Chalon-sur-Saône                                                   | 92-70  | 97-65 |         | 89-84  | 66-98  | 81-89 | 100-102 | 76-79  | 85-74 | 92-70  | 90-79  | 73-77  | 89-92 | 79-78  | 94-97  | 78-82 | 88-74  | 77-92  |
| Cholet                                                             | 74-91  | 77-92 | 98-94   |        | 75-85  | 61-67 | 84-81   | 89-82  | 70-64 | 81-79  | 69-96  | 76-84  | 78-87 | 82-87  | 98-92  | 63-70 | 99-83  | 75-112 |
| Châlons-Reims                                                      | 91-80  | 83-81 | 91-87   | 94-79  |        | 81-84 | 88-78   | 96-102 | 77-91 | 82-70  | 102-98 | 83-106 | 73-82 | 86-93  | 77-102 | 88-95 | 81-80  | 93-91  |
| Dijon                                                              | 84-55  | 83-66 | 80-72   | 76-72  | 87-65  |       | 82-84   | 73-76  | 78-70 | 94-58  | 79-75  | 109-87 | 94-77 | 81-84  | 87-81  | 81-78 | 112-85 | 80-55  |
| Gravelines-Dunkerque                                               | 88-71  | 69-77 | 65-91   | 87-83  | 85-81  | 70-86 |         | 65-78  | 69-76 | 86-71  | 97-85  | 88-83  | 84-96 | 74-65  | 84-80  | 52-80 | 116-85 | 78-87  |
| JL Bourg                                                           | 82-57  | 93-75 | 93-84   | 95-86  | 102-83 | 90-88 | 85-100  |        | 83-77 | 89-84  | 78-80  | 88-99  | 81-82 | 100-90 | 75-70  | 72-64 | 75-93  | 83-73  |
| Le Mans                                                            | 98-89  | 86-78 | 88-74   | 83-77  | 89-74  | 81-57 | 89-87   | 79-61  |       | 102-82 | 80-69  | 60-68  | 89-83 | 76-64  | 75-84  | 94-74 | 108-84 | 71-75  |
| Le Portel                                                          | 98-87  | 70-72 | 82-85   | 84-92  | 83-81  | 90-69 | 82-87   | 86-92  | 76-90 |        | 83-78  | 90-81  | 69-72 | 83-82  | 82-105 | 75-69 | 85-83  | 82-79  |
| Levallois                                                          | 86-92  | 66-69 | 68-81   | 74-59  | 83-78  | 80-89 | 86-83   | 85-96  | 85-74 | 84-74  |        | 98-90  | 79-88 | 79-80  | 85-92  | 68-66 | 81-90  | 80-65  |
| Limoges                                                            | 86-63  | 89-84 | 111-103 | 84-76  | 88-84  | 67-79 | 95-99   | 103-74 | 91-81 | 89-67  | 106-78 |        | 74-85 | 73-85  | 80-62  | 81-68 | 92-87  | 90-76  |
| Lyon-Villeurbanne                                                  | 91-60  | 77-61 | 106-104 | 68-76  | 91-84  | 80-62 | 95-72   | 81-66  | 80-76 | 91-73  | 81-75  | 82-68  |       | 92-91  | 74-96  | 88-75 | 88-64  | 85-61  |
| Monaco                                                             | 103-89 | 90-78 | 93-78   | 88-67  | 83-59  | 89-71 | 94-74   | 85-74  | 82-65 | 90-85  | 87-89  | 87-68  | 63-66 |        | 75-63  | 91-74 | 78-69  | 83-79  |
| Nanterre                                                           | 78-73  | 68-90 | 81-78   | 89-70  | 73-67  | 77-73 | 88-82   | 85-64  | 98-77 | 99-93  | 90-82  | 86-65  | 79-78 | 77-82  |        | 74-82 | 93-71  | 92-86  |
| Pau-Lacq-Orthez                                                    | 73-72  | 97-95 | 101-96  | 70-79  | 77-67  | 63-59 | 82-73   | 74-85  | 91-90 | 92-69  | 84-69  | 84-69  | 82-79 | 68-70  | 84-75  |       | 84-77  | 98-57  |
| Fos-sur-Mer                                                        | 80-87  | 88-76 | 76-73   | 70-77  | 84-73  | 61-82 | 62-88   | 78-76  | 68-88 | 67-79  | 64-72  | 87-72  | 62-85 | 80-77  | 73-95  | 90-91 |        | 74-82  |
| Strasbourg                                                         | 75-55  | 93-88 | 90-81   | 96-82  | 90-97  | 91-78 | 90-84   | 76-71  | 77-75 | 87-73  | 69-58  | 81-61  | 97-92 | 71-101 | 75-85  | 65-70 | 107-74 |        |
| - Victoire à domicile - Victoire à l'extérieur - Match non disputé |        |       |         |        |        |       |         |        |       |        |        |        |       |        |        |       |        |        |

### Évolution du classement
| Journées →           | 1  | 2  | 3  | 4  | 5  | 6  | 7  | 8  | 9  | 10 | 11 | 12 | 13 | 14 | 15 | 16 | 17 | 18 | 19 | 20 | 21 | 22 | 23 | 24 | 25 | 26 | 27 | 28 | 29 | 30 | 31 | 32 | 33 | 34 | PO | Rel. |
|                      |    |    |    |    |    |    |    |    |    |    |    |    |    |    |    |    |    |    |    |    |    |    |    |    |    |    |    |    |    |    |    |    |    |    |    |      |
| -------------------- | -- | -- | -- | -- | -- | -- | -- | -- | -- | -- | -- | -- | -- | -- | -- | -- | -- | -- | -- | -- | -- | -- | -- | -- | -- | -- | -- | -- | -- | -- | -- | -- | -- | -- | -- | ---- |
| Antibes              | 17 | 15 | 16 | 16 | 17 | 17 | 18 | 18 | 18 | 18 | 17 | 17 | 18 | 17 | 18 | 18 | 18 | 18 | 18 | 18 | 18 | 18 | 18 | 18 | 18 | 18 | 18 | 18 | 18 | 18 | 18 | 18 | 18 | 18 |    | 31   |
| Boulazac             | 8  | 12 | 3  | 9  | 14 | 10 | 14 | 9  | 10 | 7  | 8  | 11 | 9  | 12 | 13 | 12 | 11 | 9  | 9  | 12 | 12 | 12 | 10 | 12 | 9  | 11 | 9  | 10 | 10 | 10 | 10 | 10 |    |    | 4  |      |
| Bourg-en-Bresse      | 4  | 9  | 6  | 11 | 5  | 3  | 7  | 8  | 9  | 10 | 7  | 6  | 3  | 7  | 4  | 4  | 7  | 7  | 7  | 9  | 6  | 10 | 7  | 8  | 10 | 10 | 8  | 8  | 9  | 9  | 9  | 9  |    |    | 20 |      |
| Chalon-sur-Saône     | 9  | 3  | 7  | 3  | 8  | 5  | 3  | 2  | 5  | 8  | 10 | 10 | 13 | 11 | 11 | 14 | 14 | 13 | 13 | 13 | 13 | 14 | 14 | 13 | 14 | 14 | 13 | 13 | 13 | 14 | 14 | 14 | 14 | 14 | 9  |      |
| Châlons-Reims        | 15 | 14 | 14 | 12 | 15 | 15 | 15 | 14 | 13 | 13 | 13 | 14 | 14 | 14 | 14 | 13 | 13 | 14 | 14 | 14 | 14 | 13 | 13 | 14 | 13 | 13 | 14 | 14 | 14 | 13 | 13 | 13 | 13 |    |    |      |
| Cholet               | 14 | 17 | 17 | 17 | 16 | 16 | 16 | 17 | 17 | 16 | 18 | 18 | 17 | 18 | 16 | 16 | 16 | 15 | 15 | 15 | 15 | 15 | 15 | 15 | 15 | 15 | 15 | 16 | 16 | 15 | 15 | 15 | 15 |    |    | 9    |
| Dijon                | 2  | 2  | 2  | 2  | 3  | 4  | 2  | 4  | 3  | 4  | 3  | 3  | 5  | 4  | 5  | 5  | 4  | 4  | 4  | 3  | 8  | 5  | 5  | 5  | 5  | 5  | 5  | 5  | 5  | 5  | 4  | 4  |    |    | 34 |      |
| Fos-sur-Mer          | 18 | 18 | 18 | 18 | 18 | 18 | 17 | 16 | 16 | 17 | 16 | 16 | 16 | 16 | 17 | 17 | 17 | 17 | 17 | 17 | 16 | 17 | 17 | 16 | 16 | 16 | 17 | 15 | 15 | 16 | 17 | 17 | 17 | 17 |    | 21   |
| Gravelines-Dunkerque | 6  | 4  | 8  | 10 | 7  | 13 | 13 | 12 | 12 | 12 | 11 | 9  | 10 | 13 | 9  | 8  | 6  | 10 | 12 | 10 | 5  | 9  | 11 | 9  | 12 | 12 | 12 | 12 | 11 | 11 | 11 | 11 |    |    | 7  |      |
| Le Mans              | 12 | 8  | 5  | 4  | 2  | 2  | 4  | 6  | 6  | 6  | 5  | 5  | 8  | 10 | 10 | 10 | 10 | 12 | 8  | 8  | 11 | 8  | 9  | 7  | 8  | 9  | 11 | 9  | 8  | 8  | 8  | 7  |    |    | 21 |      |
| Le Portel            | 16 | 13 | 10 | 14 | 10 | 6  | 9  | 13 | 14 | 15 | 15 | 15 | 15 | 15 | 15 | 15 | 15 | 16 | 16 | 16 | 17 | 16 | 16 | 17 | 17 | 17 | 16 | 17 | 17 | 17 | 16 | 16 | 16 |    | 1  | 7    |
| Levallois            | 7  | 10 | 9  | 5  | 9  | 7  | 5  | 7  | 7  | 2  | 6  | 8  | 7  | 5  | 7  | 7  | 8  | 8  | 10 | 11 | 10 | 11 | 12 | 11 | 11 | 8  | 10 | 11 | 12 | 12 | 12 | 12 | 12 |    | 16 |      |
| Limoges              | 5  | 7  | 13 | 8  | 12 | 14 | 12 | 15 | 15 | 14 | 14 | 13 | 12 | 9  | 8  | 9  | 9  | 5  | 5  | 5  | 9  | 7  | 8  | 10 | 7  | 7  | 7  | 7  | 7  | 7  | 7  | 5  |    |    | 17 |      |
| Lyon-Villeurbanne    | 1  | 1  | 1  | 1  | 1  | 1  | 1  | 1  | 1  | 1  | 1  | 1  | 1  | 1  | 1  | 1  | 1  | 1  | 1  | 1  | 1  | 1  | 1  | 1  | 1  | 1  | 1  | 1  | 1  | 1  | 1  | 1  |    |    | 34 |      |
| Monaco               | 10 | 5  | 11 | 6  | 11 | 8  | 11 | 10 | 8  | 9  | 12 | 12 | 11 | 8  | 12 | 11 | 12 | 11 | 11 | 6  | 4  | 4  | 4  | 4  | 4  | 2  | 2  | 2  | 3  | 3  | 3  | 3  |    |    | 20 |      |
| Nanterre             | 11 | 6  | 4  | 7  | 4  | 11 | 6  | 3  | 2  | 5  | 2  | 2  | 4  | 3  | 3  | 3  | 3  | 3  | 3  | 4  | 3  | 3  | 3  | 3  | 3  | 4  | 4  | 3  | 2  | 2  | 2  | 2  |    |    | 32 |      |
| Pau-Lacq-Orthez      | 13 | 16 | 12 | 15 | 13 | 9  | 8  | 11 | 11 | 11 | 9  | 7  | 6  | 2  | 2  | 2  | 2  | 2  | 2  | 2  | 2  | 2  | 2  | 2  | 2  | 3  | 3  | 4  | 4  | 4  | 5  | 6  |    |    | 24 |      |
| Strasbourg           | 3  | 11 | 15 | 13 | 6  | 12 | 10 | 5  | 4  | 3  | 4  | 4  | 2  | 6  | 6  | 6  | 5  | 6  | 6  | 7  | 7  | 6  | 6  | 6  | 6  | 6  | 6  | 6  | 6  | 6  | 6  | 8  |    |    | 27 |      |

### Leaders statistiques
Source : Site de la LNB
| Catégorie                      | Joueur          | Équipe                   | Statistique |
| ------------------------------ | --------------- | ------------------------ | ----------- |
| Points par match               | Devin Ebanks    | Châlons-Reims            | 18,8        |
| Rebonds par match              | Youssou Ndoye   | JL Bourg                 | 8,8         |
| Passes décisives par match     | Justin Robinson | Élan Chalon              | 8,2         |
| Interceptions par match        | Julian Wright   | Levallois Metropolitans  | 2,1         |
| Interceptions par match        | Zack Wright     | JL Bourg                 | 2,1         |
| Contres par match              | Taylor Smith    | BCM Gravelines-Dunkerque | 1,7         |
| Pourcentage de tirs            | Youssoupha Fall | SIG Strasbourg           | 69,7 %      |
| Pourcentage à 3 points         | Axel Bouteille  | Limoges CSP              | 47,3 %      |
| Pourcentage aux lancers francs | Kenny Chery     | Boulazac BD              | 93,6 %      |
| Évaluation                     | Julian Wright   | Levallois Metropolitans  | 19,4        |

### Records statistiques
Source : Site de la LNB
| Catégorie                      | Joueur | Équipe | Journée | Adversaire | Statistique |
| ------------------------------ | ------ | ------ | ------- | ---------- | ----------- |
| Points par match               |        |        |         |            |             |
| Rebonds par match              |        |        |         |            |             |
| Passes décisives par match     |        |        |         |            |             |
| Interceptions par match        |        |        |         |            |             |
| Contres par match              |        |        |         |            |             |
| Pourcentage de tirs            |        |        |         |            |             |
| Pourcentage à 3 points         |        |        |         |            |             |
| Pourcentage aux lancers francs |        |        |         |            |             |
| Évaluation                     |        |        |         |            |             |

## Playoffs

### Tableau
|  | Quarts de finale | Quarts de finale  | Quarts de finale | Quarts de finale | Quarts de finale |    |    | Demi-finales      | Demi-finales | Demi-finales | Demi-finales | Demi-finales | Demi-finales | Demi-finales |  |  | Finale | Finale            | Finale | Finale | Finale | Finale | Finale |
|  |                  |                   |                  |                  |                  |    |    |                   |              |              |              |              |              |              |  |  |        |                   |        |        |        |        |        |
|  | 1                | Lyon-Villeurbanne | 73               | 70               | -                |    |    |                   |              |              |              |              |              |              |  |  |        |                   |        |        |        |        |        |
|  | 8                | Le Mans           | 67               | 63               | -                |    |    |                   |              |              |              |              |              |              |  |  |        |                   |        |        |        |        |        |
|  | 8                | Le Mans           | 67               | 63               | -                |    | 1  | Lyon-Villeurbanne | 91           | 82           | 99           | -            | -            |              |  |  |        |                   |        |        |        |        |        |
|  |                  |                   |                  |                  |                  |    | 1  | Lyon-Villeurbanne | 91           | 82           | 99           | -            | -            |              |  |  |        |                   |        |        |        |        |        |
|  |                  | 4                 | Nanterre         | 72               | 70               | 56 | -  | -                 |              |              |              |              |              |              |  |  |        |                   |        |        |        |        |        |
|  | 4                | 4                 | Nanterre         | 72               | 70               | 56 | -  | -                 | Nanterre     | 101          | 64           | 84           |              |              |  |  |        |                   |        |        |        |        |        |
|  | 4                |                   |                  |                  |                  |    |    |                   | Nanterre     | 101          | 64           | 84           |              |              |  |  |        |                   |        |        |        |        |        |
|  | 5                | Pau-Lacq-Orthez   | 65               | 76               | 69               |    |    |                   |              |              |              |              |              |              |  |  |        |                   |        |        |        |        |        |
|  |                  |                   |                  |                  |                  |    |    |                   |              |              |              |              |              |              |  |  | 1      | Lyon-Villeurbanne | 81     | 73     | 62     | 81     | 66     |
|  |                  | 2                 | Monaco           | 71               | 67               | 97 | 89 | 55                |              |              |              |              |              |              |  |  |        |                   |        |        |        |        |        |
|  | 2                | Monaco            | 93               | 90               | -                |    |    |                   |              |              |              |              |              |              |  |  |        |                   |        |        |        |        |        |
|  | 7                | Limoges           | 73               | 62               | -                |    |    |                   |              |              |              |              |              |              |  |  |        |                   |        |        |        |        |        |
|  | 7                | Limoges           | 73               | 62               | -                |    | 2  | Monaco            | 82ap         | 84           | 81           | -            | -            |              |  |  |        |                   |        |        |        |        |        |
|  |                  |                   |                  |                  |                  |    | 2  | Monaco            | 82ap         | 84           | 81           | -            | -            |              |  |  |        |                   |        |        |        |        |        |
|  |                  | 3                 | Dijon            | 77               | 75               | 78 | -  | -                 |              |              |              |              |              |              |  |  |        |                   |        |        |        |        |        |
|  | 3                | 3                 | Dijon            | 77               | 75               | 78 | -  | -                 | Dijon        | 94           | 89ap         | -            |              |              |  |  |        |                   |        |        |        |        |        |
|  | 3                |                   |                  |                  |                  |    |    |                   | Dijon        | 94           | 89ap         | -            |              |              |  |  |        |                   |        |        |        |        |        |
|  | 6                | Strasbourg        | 62               | 85               | -                |    |    |                   |              |              |              |              |              |              |  |  |        |                   |        |        |        |        |        |

## Récompenses individuelles

### Trophées LNB
Les trophées sont décernés le 20 mai 2019,,.
| Meilleur joueur (MVP) - David Holston (JDA Dijon) Meilleur marqueur - Devin Ebanks (Châlons Reims) Meilleur entraîneur - Pascal Donnadieu (Nanterre 92) Meilleur défenseur - Lahaou Konaté (Nanterre 92) Meilleur jeune - Théo Maledon (ASVEL Lyon-Villeurbanne) | Meilleure progression - non attribué Meilleur sixième homme - Ali Traoré (SIG Strasbourg) Meilleur contreur - Taylor Smith (Gravelines Dunkerque) Meilleur entraîneur des Espoirs - non attribué Meilleur arbitre - Joseph Bissang |

### MVPs par mois de la saison régulière
| Mois     | Joueur                | Équipe                   | Évaluation | Points | Rebonds | Passes |
| -------- | --------------------- | ------------------------ | ---------- | ------ | ------- | ------ |
| Octobre  | Justin Robinson (1/1) | Chalon-sur-Saône (1/1)   | 22,1       | 18,1   | 8,4     | 3,4    |
| Novembre | Lahaou Konaté (1/1)   | Nanterre 92 (1/2)        | 22,4       | 17,8   | 6,4     | 2,2    |
| Décembre | Vitalis Chikoko (1/1) | Pau-Lacq-Orthez (1/1)    | 21,7       | 19,2   | 5,5     | 2      |
| Janvier  | Jerry Boutsiele (1/1) | Limoges CSP (1/2)        | 20         | 14     | 7       | 3      |
| Février  | Zachery Peacock (1/1) | JL Bourg-en-Bresse (1/1) | 31,5       | 29,5   | 7,5     | 1      |
| Mars     | Hugo Invernizzi (1/1) | Nanterre 92 (2/2)        | 18,8       | 14     | 5,3     | 2,5    |
| Avril    | Jordan Taylor (1/1)   | Limoges CSP (2/2)        | 22,5       | 17,3   | 2,8     | 8,5    |

### DLSI Sixième homme par journée de la saison régulière
| Journée | Joueur                      | Équipe                     | Évaluation |
| ------- | --------------------------- | -------------------------- | ---------- |
| 1       | Axel Bouteille (1/1)        | Limoges CSP (1/1)          | 25         |
| 2       | Adas Juškevičius (1/1)      | Nanterre 92 (1/4)          | 23         |
| 3       | LaMonte Ulmer (1/1)         | JL Bourg-en-Bresse (1/2)   | 21         |
| 4       | Johan Passave-Ducteil (1/1) | Châlons-Reims (1/1)        | 23         |
| 5       | Maxime Courby (1/1)         | JL Bourg-en-Bresse (2/2)   | 17         |
| 6       | Valentin Bigote (1/1)       | Le Mans (1/2)              | 20         |
| 7       | Dominic Waters (1/2)        | Nanterre 92 (2/4)          | 28         |
| 8       | Dominic Waters (2/2)        | Nanterre 92 (3/4)          | 23         |
| 9       | Jarrod Jones (1/1)          | AS Monaco (1/2)            | 22         |
| 10      | Michael Young (1/1)         | Cholet (1/1)               | 27         |
| 11      | Julian Gamble (1/1)         | Nanterre 92 (4/4)          | 24         |
| 12      | Alain Koffi (1/2)           | Gravelines-Dunkerque (1/2) | 26         |
| 13      | Jarell Eddie (1/1)          | SIG Strasbourg (1/2)       | 25         |
| 14      | Lazeric Jones (1/1)         | AS Monaco (2/2)            | 25         |
| 15      | Jonathan Tabu (1/1)         | Le Mans (2/2)              | 35         |
| 16      | Alain Koffi (2/2)           | Gravelines-Dunkerque (2/2) | 24         |
| 17      | Darrell Williams (1/1)      | Le Portel (1/1)            | 25         |
| 18      | Vincent Sanford (1/1)       | Chalon-sur-Saône (1/1)     | 20         |
| 19      | Jérémy Nzeulie (1/1)        | SIG Strasbourg (2/2)       | 21         |
| 20      |                             |                            |            |
| 21      |                             |                            |            |
| 22      |                             |                            |            |
| 23      |                             |                            |            |
| 24      |                             |                            |            |
| 25      |                             |                            |            |
| 26      |                             |                            |            |
| 27      |                             |                            |            |
| 28      |                             |                            |            |
| 29      |                             |                            |            |
| 30      |                             |                            |            |
| 31      |                             |                            |            |
| 32      |                             |                            |            |
| 33      |                             |                            |            |
| 34      |                             |                            |            |

## Clubs engagés en Coupe d'Europe

### Euroligue
Aucun club français ne participe à cette compétition.

### EuroCoupe
| Équipe      | Saison régulière | Saison régulière | Top 16          | Top 16         | Playoffs      | Playoffs       | Bilan général  |
| Équipe      | Résultat         | Vic-Déf (%Vic)   | Résultat        | Vic-Déf (%Vic) | Résultat      | Vic-Déf (%Vic) | Vic-Déf (%Vic) |
| ----------- | ---------------- | ---------------- | --------------- | -------------- | ------------- | -------------- | -------------- |
| AS Monaco   | 1er du groupe A  | 7 - 3 (70%)      | 3e du groupe E  | 2 - 4 (33%)    | Éliminé       | Éliminé        | 9 - 7 (56%)    |
| LDLC ASVEL  | 2e du groupe C   | 7 - 3 (70%)      | 1er du groupe F | 5 - 1 (83%)    | 1/4 de finale | 1 - 2 (33%)    | 13 - 6 (68%)   |
| Limoges CSP | 4e du groupe B   | 4 - 6 (40%)      | 4e du groupe G  | 1 - 5 (17%)    | Éliminé       | Éliminé        | 5 - 11 (31%)   |

### Ligue des Champions
| Équipe         | Qualifications                                | Qualifications                                | Saison régulière | Saison régulière | Playoffs                                                   | Playoffs                                                   | Bilan général      |
| Équipe         | Résultat                                      | Vic-Nul-Déf (%Vic)                            | Résultat         | Vic-Déf (%Vic)   | Stade                                                      | Vic-Nul-Déf (%Vic)                                         | Vic-Nul-Déf (%Vic) |
| -------------- | --------------------------------------------- | --------------------------------------------- | ---------------- | ---------------- | ---------------------------------------------------------- | ---------------------------------------------------------- | ------------------ |
| JDA Dijon      | Directement qualifié pour la saison régulière | Directement qualifié pour la saison régulière | 6e du groupe C   | 4 - 10 (29%)     | Refus d'être reversé en playoffs de la Coupe d'Europe FIBA | Refus d'être reversé en playoffs de la Coupe d'Europe FIBA | 4 - 0 - 10 (29%)   |
| Le Mans SB     | Directement qualifié pour la saison régulière | Directement qualifié pour la saison régulière | 4e du groupe A   | 7 - 7 (50%)      | 1/8 de finale                                              | 0 - 1 - 1 (0%)                                             | 7 - 1 - 8 (44%)    |
| Nanterre 92    | Troisième tour                                | 2 - 0 - 0 (100%)                              | 3e du groupe B   | 8 - 6 (57%)      | 1/4 de finale                                              | 3 - 1 (75%)                                                | 13 - 7 (65%)       |
| SIG Strasbourg | Directement qualifié pour la saison régulière | Directement qualifié pour la saison régulière | 5e du groupe D   | 8 - 6 (57%)      | Refus d'être reversé en playoffs de la Coupe d'Europe FIBA | Refus d'être reversé en playoffs de la Coupe d'Europe FIBA | 8 - 0 - 6 (57%)    |

### Coupe d'Europe FIBA
Aucun club français ne participe à cette compétition.